# Contea di Sunwu
La contea di Sunwu (孙吴县S, Sūnwú XiànP) è una contea della Cina, situata nella provincia di Heilongjiang e amministrata dalla prefettura di Heihe.